# Riovaldeiguña
Riovaldeiguña fue un municipio español de Cantabria que en 1877 se integró en el municipio Arenas de Iguña.

## Historia
El municipio incluía los lugares de Cohiño, Palacio, Pedredo y San Cristóbal. Hacia mediados del siglo XIX, la cabecera del ayuntamiento, del mismo nombre, tenía contabilizada una población de 460 habitantes. Aparece descrito en el decimotercer volumen del Diccionario geográfico-estadístico-histórico de España y sus posesiones de Ultramar de Pascual Madoz con las siguientes palabras:

RIOVALDEIGUÑA: l. en la prov. y dióc. de Santander (8 1/2 leg.), part. jud. de Torrelavega (4 1/2), aud. terr. y c. g. de Burgos (19), es cab. del ayunt. de su mismo nombre, al que se hallan agregados los pueblos de Coiño, Palacio, Pedroso y San Cristóbal. sit. en un valle muy estrecho, dominado por dos cordilleras bastante elevadas; su clima es templado y sano; sus enfermedades mas comunes alguna terciana y pulmonia. Tiene 94 casas; la consistorial; escuela de primeras letras dotada con 1,740 rs.. á que asisten 70 niños de ambos sexos, y una igl. parr. (San Cristóbal), servida por un cura de ingreso y provision de los canónigos de la colegiata de Santillana del Mar: de esta parr. son felig. los habitantes de los barrios de Riba y San Cristóbal, con 10 vec. el primero y 46 el segundo. Hay dos ermitas tituladas, una de los Remedios y otra el Moral, y buenas aguas para el consumo doméstico del r. llamado los Llares. Confina con el valle de Iguña, San Vicente y los Llares; en su térm. se encuentra el desp. de Pidrahita. El terreno es de secano, pero de buena calidad; por él corren las aguas del mencionado r. los Llares al que cruza un puente por donde va la carretera nacional de Santander. Hay una deh. de pastos y varios prados naturales. Los caminos dirigen á los puntos limítrofes, contando ademas la espresada carretera: recibe la correspondencia de Molledo. prod.: granos, patatas, hortaliza, frutas y pastos; cria ganado vacuno, caballar y lanar; caza mayor y menor, y pesca de truchas y anguilas. ind.: conduccion de granos y harinas de Reinosa á Santander, y tres molinos harineros en decadencia. pobl.: 98 vec., 460 alm. contr.: con el ayunt.
(Madoz, 1849, p. 497)

El municipio desapareció alrededor de las décadas de 1860 y 1870, al incorporarse al de Arenas.

## Demografía
| Gráfica de evolución demográfica de Riovaldeiguña entre 1842 y 1860 |
| |
| Población de derecho según los censos de población del INE Población de hecho según los censos de población del INEEn este censo se denominaba Rio Valdeiguña: 1842. Entre el censo de 1877 y el anterior, este municipio desaparece porque se integra en el municipio Arenas de Iguña. |